# 安琴愛
安 琴愛（アン・グメ、アン・クメ または アン・クムエ、朝: 안금애、英: An Kum-Ae、1980年6月3日 - ）は、北朝鮮出身の柔道家である。階級は52kg級。身長160cm。

## 人物
柔道は姉の影響で11歳の時に万景台青少年体育学校において始めた。
2005年の世界選手権では2回戦で日本の横澤由貴に指導2で敗れるが、その後敗者復活戦を勝ち上がり3位となった。
2006年のアジア大会では、決勝でモンゴルのムンフバータル・ブンドゥマーに朽木倒で一本勝ちして優勝した。2007年の世界選手権では前回に続いて3位となった。
2008年の北京オリンピックは準決勝で日本の中村美里を指導1で破るが、決勝では中国の冼東妹に有効を取られて敗れた
。その後、2009年と2010年の世界選手権には出場しなかった。2010年のアジア大会には出場するが、準決勝で中村から先に掬投で技ありを取るもすぐに小内刈で技ありを取り返されて、判定の結果0－3で敗れて3位に終わった。
2011年の世界選手権では3回戦で中村と対戦して、先に指導1を取るがその後指導1を取り返され、GSに入ってから大外刈で技ありを取られて敗れた。
2012年は2月のグランプリ・デュッセルドルフに出場するが、初戦でキューバのヤネト・ベルモイに指導2で敗れた。続くワールドカップ・ワルシャワでは優勝を飾った。
ロンドンオリンピックの出場に関しては、北朝鮮の選手はIJFグランプリシリーズにあまり出場しないこともあってメダル候補でありながら、オリンピック出場資格が得られる世界ランキング14位以内に入っていなかった。しかし、大陸枠で出場権を確保した。
7月のロンドンオリンピックでは、2回戦で世界チャンピオンの中村を技ありで破るなどノーシードながら勝ち上がり、決勝ではキューバのベルモイを破って金メダルを獲得した。

## 主な戦績
- 1998年 - ワールドユースゲームズ　2位
- 2001年 - ユニバーシアード　3位
- 2003年 - ユニバーシアード　2位
- 2004年 - アジア選手権　3位
- 2004年 -　福岡国際　3位
- 2005年 - 世界選手権　3位
- 2006年 - アジア大会　優勝
- 2007年 - 世界選手権　3位
- 2008年 - 北京オリンピック　2位
- 2010年 - ワールドカップ・ブカレスト　優勝
- 2010年 - ワールドカップ・ウランバートル　3位
- 2010年 - アジア大会　3位
- 2011年 - ミリタリーワールドゲームズ　優勝
- 2011年 - グランプリ・青島　2位
- 2012年 - ワールドカップ・ワルシャワ　優勝
- 2012年 -　ロンドンオリンピック　優勝

(出典)